# Take Care
Take Care е вторият албум на канадския рапър Дрейк, написан с помощта на The Weeknd и издаден на 15 ноември 2011 г.

## Списък на песните[2]
1. Over My Dead Body
2. Shot For Me
3. Headlines
4. Crew Love (с участието на The Weekend)
5. Take Care (с участието на Риана)
6. Marvin's Room
7. Buried Alive Interlude
8. Under Ground Kings
9. We'll Be Fine
10. Make Me Proud (с участието на Ники Минаж)
11. Lord Knows (с участието на Рик Рос)
12. Cameras / Good Ones Go Interlude
13. Doing It Wrong
14. The Real Her (с участието на Andre 3000 и Лил Уейн)
15. HYFR (Hell Ya Fuckin Right) (с участието на Лил Уейн)
16. Look What You've Done
17. Practice
18. The Ride
19. Hate Sleeping Alone 1
20. The Motto (с участието на Лил Уейн)1

1 Само в луксозното издание

## История на издаване
| Държава | Дата            | Формат | Лейбъл                                      |
| ------- | --------------- | ------ | ------------------------------------------- |
| САЩ     | 19 ноември 2010 | CD     | Universal Republic                          |
| Канада  | 15 ноември 2011 | CD     | Young Money, Cash Money, Univerasl Republic |
| Япония  | 30 ноември 2010 | CD     | Cash Money, Young Money, Universal Republic |

## Сертификации
| Държава | Сертификация |
| ------- | ------------ |
| Канада  | 2х платинен  |
| САЩ     | 3x платинен  |